# يان زوادا
يان زوادا (بالتشيكية: Jan Zawada)‏ هو لاعب كرة قدم تشيكي في مركز الدفاع، ولد في 6 يونيو 1988 في تشيكوسلوفاكيا. لعب مع بانيك أوسترافا وفيكتوريا زيزكوف.

## وصلات خارجية
- يان زوادا على موقع قاعدة بيانات كرة القدم.إي يو (الإنجليزية)
- يان زوادا على موقع Soccerway.com (الإنجليزية)